# Herichthys minckleyi
Herichthys minckleyi är en fiskart som först beskrevs av Irv Kornfield och Taylor, 1983.  Herichthys minckleyi ingår i släktet Herichthys och familjen Cichlidae. IUCN kategoriserar arten globalt som sårbar. Inga underarter finns listade i Catalogue of Life.